# Geelbrauwvliegenvanger
De geelbrauwvliegenvanger (Ficedula narcissina) is een zangvogel uit de familie van vliegenvangers (Muscicapidae). De vogel komt voor in Oost-Azië. Het is een uitgesproken trekvogel die overwintert in tropisch Zuidoost-Azië.

## Kenmerken
De geelbrauwvliegenvanger is een vliegenvanger van 13 cm lengte. Het volwassen mannetje heeft een duidelijke gele wenkbrauwstreep, gele of roomkleurige borst, buik gele rug en stuit. Kop, bovenkant van de rug en de vleugels zijn zwart, met een duidelijke witte vleugelstreep. Volwassen vrouwtjes zijn egaal bruin en grijs en hebben een olijfkleurige stuit. Er zijn geen ondersoorten; de ryukyuvliegenvanger (F. owstoni), de groenrugvliegenvanger (F. elisae) en de driekleurenvliegenvanger (F. zanthopygia) worden vaak ook nog als ondersoorten van de geelbrauwvliegenvanger beschouwd.

## Verspreiding en leefgebied
De geelbrauwvliegenvanger komt voor als broedvogel op Sachalin en in Japan (behalve de Riukiu-eilanden) en verder in Korea, in China en op Taiwan. In de winter trekt de vogel naar Zuidoost-Azië tot in Indonesië en de Filipijnen. Het leefgebied van overwinterende vogels is laagland bos en mangrove.

## Status
De geelbrauwvliegenvanger heeft een enorm groot verspreidingsgebied en daardoor is de kans op uitsterven gering. De grootte van de populatie is niet gekwantificeerd. De vogel is algemeen in het broedgebied (zoals op Sachalin) en plaatselijk algemeen in het overwinteringsgebied. Er is aanleiding te veronderstellen dat de aantallen redelijk constant blijven. Om deze redenen staat deze vliegenvanger als niet bedreigd op de Rode Lijst van de IUCN.